# Image Capture
Image Capture — застосунок в операційній системі Mac OS X, який дозволяє отримувати зображення з цифрової камери або сканера, що прямо підключені до комп'ютера або мережі. Не постачає ніяких організаційних інструментів як iPhoto, але корисний для збору фотографій з різноманітних джерел без потреби встановлення драйверів. Image Capture може бути заскриптованою за допомогою AppleScript, і нею може маніпулювати додаток Automator.